# Scultura gotica tedesca

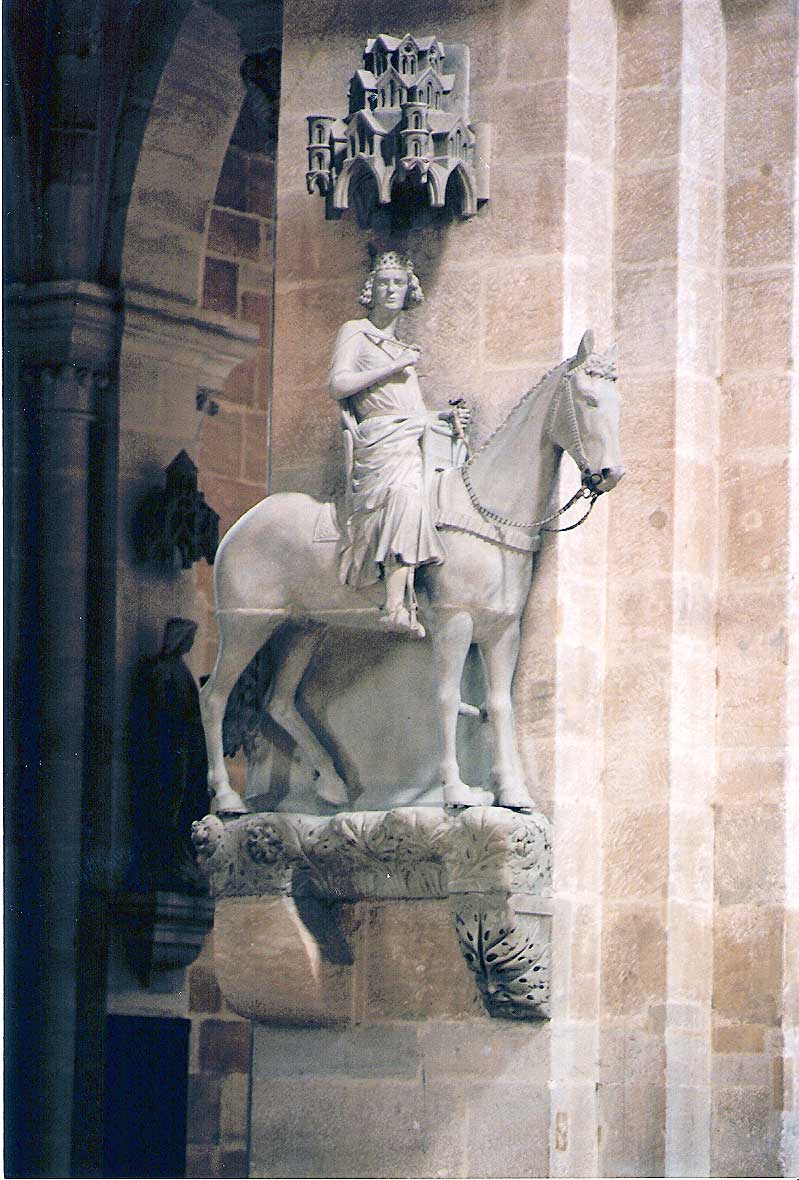
Il Cavaliere di Bamberga, 1240 circa, cattedrale di Bamberga

La scultura gotica tedesca è la declinazione locale della scultura gotica sviluppatasi nei territori dell'odierna Germania tra la prima metà del XIII secolo e il XVI secolo inoltrato. Originata dal confronto con i modelli francesi – in particolare quelli delle grandi cattedrali di Chartres, Reims e Parigi – la scultura tedesca si caratterizza fin dall'inizio per una forte autonomia stilistica e per una progressiva emancipazione dal contesto architettonico.
Dalle prime esperienze monumentali in edifici come la cattedrale di Strasburgo e quella di Bamberga, la scultura gotica in area tedesca si sviluppa secondo una molteplicità di centri regionali: Svevia, Turingia, Assia, Franconia, Baviera e Tirolo, con personalità di spicco come il Maestro di Naumburg, Tilman Riemenschneider, Jörg Syrlin il Vecchio, Veit Stoss e Hans Leinberger.
Accanto alle grandi imprese architettoniche, si affermano la scultura lignea, gli altari a portelle scolpiti, le Vesperbilder, le statue devozionali e i monumenti funerari, in una produzione capace di fondere naturalismo e tensione spirituale. Con l'avvento della Riforma protestante e la diffusione dell'arte rinascimentale, la scultura gotica tedesca entra in declino, pur sopravvivendo a lungo in ambito alpino e popolare.

## Contesto storico-artistico
La scultura gotica in area tedesca trova origine tra la fine del XII e gli inizi del XIII secolo, in stretta relazione con i modelli d'oltralpe. Le grandi cattedrali gotiche francesi – Chartres, Laon, Reims, Notre-Dame de Paris – forniscono gli archetipi figurativi per i portali monumentali che ispirarono i primi cantieri germanici.
A differenza della Francia, dove l'arte gotica nacque in stretta simbiosi con la nuova architettura ecclesiastica, in Germania la transizione fu più graduale. Fino al XIII secolo inoltrato prevalgono forme legate al romanico, e solo con l'arrivo di maestranze formatesi in ambito francese si affermano soluzioni più naturalistiche, come testimonia il portale meridionale della cattedrale di Strasburgo.
La ricezione del gotico in Germania non si limita a una ripresa stilistica, ma evolve in una reinterpretazione autonoma. La componente architettonica perde centralità a favore di una scultura più narrativa, espressiva e legata ai contesti liturgici. La stagione matura dell'arte gotica tedesca sarà caratterizzata da una sempre maggiore attenzione al dato umano, alla rappresentazione del sentimento e alla caratterizzazione individuale dei soggetti sacri.

## Gli esordi: Strasburgo, Bamberga e alcune opere isolate
Le prime manifestazioni della scultura gotica in area tedesca si collocano tra la fine del XII e i primi decenni del XIII secolo, in parallelo con l'affermazione del gotico francese. Il riferimento privilegiato fu la grande stagione delle cattedrali transalpine — Chartres, Laon, Reims, Parigi — che diffusero un linguaggio innovativo fondato su naturalismo, espressività e verticalismo compositivo. In Germania, tuttavia, tale linguaggio fu mediato e adattato a tradizioni locali ancora fortemente legate al romanico.
Uno dei primi esempi significativi è il portale meridionale della cattedrale di Strasburgo, realizzato intorno al 1230, dove le figure femminili delle Virtù e delle Vergini mostrano una nuova attenzione ai moti dell'anima e alla resa volumetrica dei corpi, con panneggi lineari che suggeriscono il movimento e l'elasticità anatomica. Le statue, scolpite in arenaria rossa locale, si stagliano in maniera autonoma rispetto alla struttura architettonica, anticipando una delle tendenze più caratteristiche della scultura gotica tedesca.
Un altro centro fondamentale è Bamberga, dove attorno al 1240 fu scolpito il celebre Cavaliere di Bamberga (Bamberger Reiter), collocato su una mensola nella navata del duomo cittadino. L'opera raffigura un giovane cavaliere coronato, a cavallo, in abiti cerimoniali. Sebbene l'identità della figura resti incerta (sono state avanzate ipotesi su santo Stefano, Costantino o l'imperatore Enrico II), la resa plastica del volto, l'equilibrio tra cavallo e cavaliere, la calma solenne dell'espressione e la monumentalità complessiva ne fanno uno dei capolavori assoluti della scultura medievale tedesca.
Accanto a questi poli principali, sono documentati episodi di rilievo anche in altri contesti. A Freising, nel portale della cattedrale, alcune sculture databili al secondo quarto del XIII secolo mostrano elementi di transizione: le figure ancora rigide e impiombate rivelano il perdurare del gusto romanico, ma con una crescente attenzione ai volumi e al dialogo con la struttura architettonica.
Alla basilica di St. Kastor a Coblenza si deve uno dei portali più antichi decorati con figure scolpite, anch'esso esemplificativo della fase di transizione verso la sensibilità gotica. Sebbene il programma iconografico sia limitato, si rileva l'intento di inserire elementi narrativi nella struttura architettonica, con figure in rilievo sempre più staccate dalle superfici murarie.
In generale, le prime fasi della scultura gotica tedesca si distinguono per un'adesione parziale ai modelli francesi, e per un maggiore peso delle componenti espressive, quasi pre-espressionistiche, che diverranno cifra distintiva della produzione tedesca nei secoli successivi.

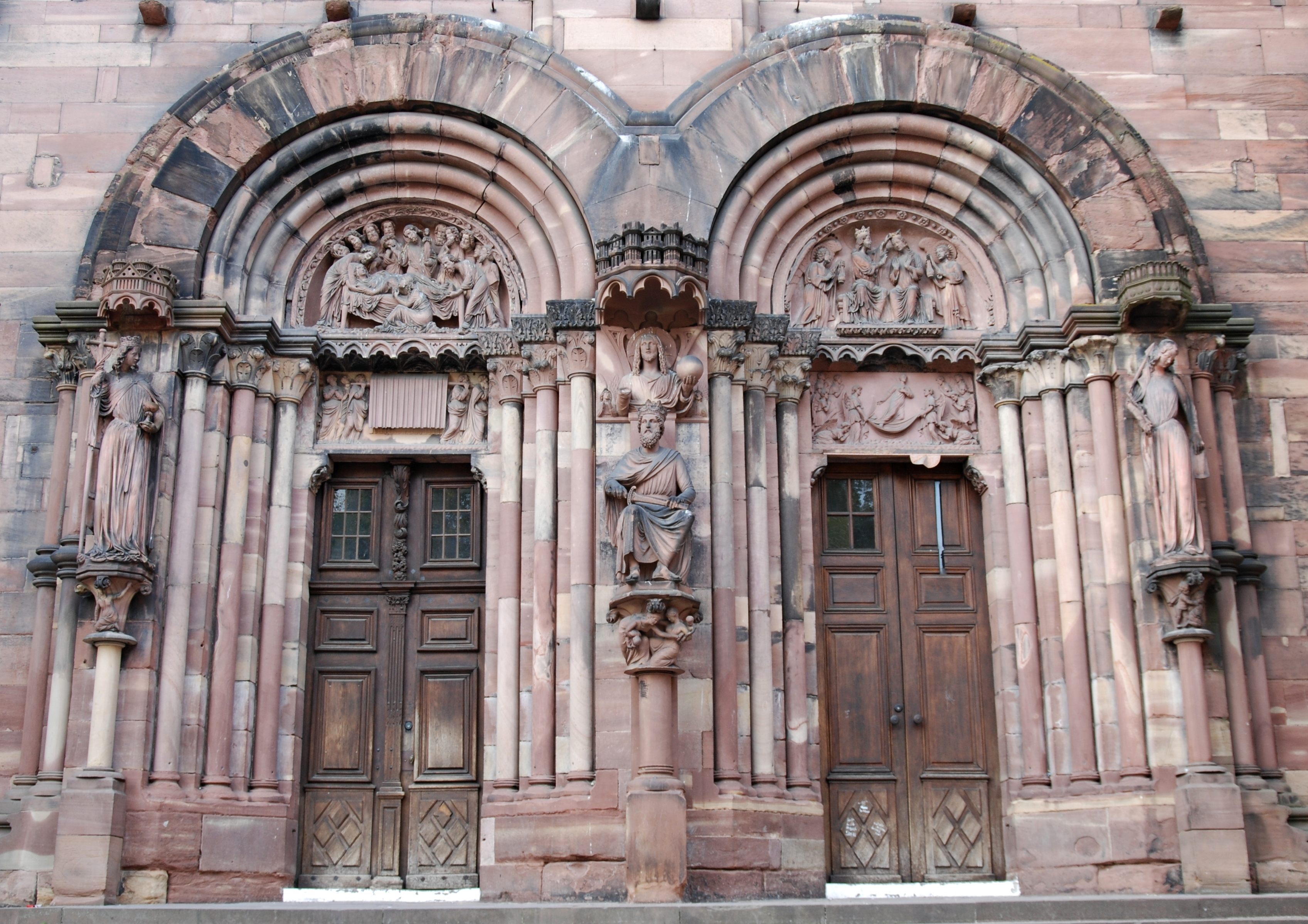
Portale meridionale della cattedrale di Strasburgo, 1230 circa
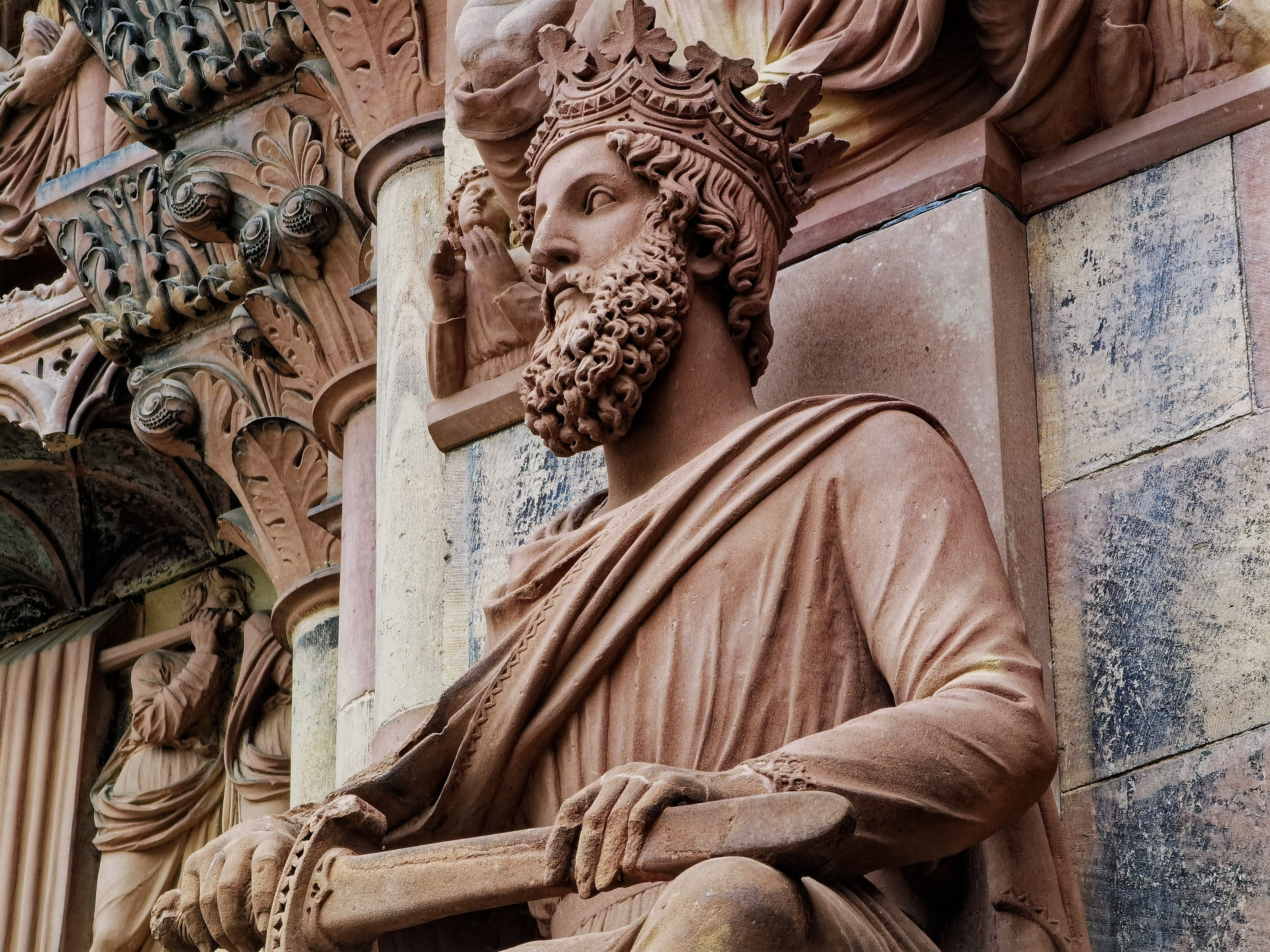
Portale meridionale della cattedrale di Strasburgo, 1230 circa, dettaglio
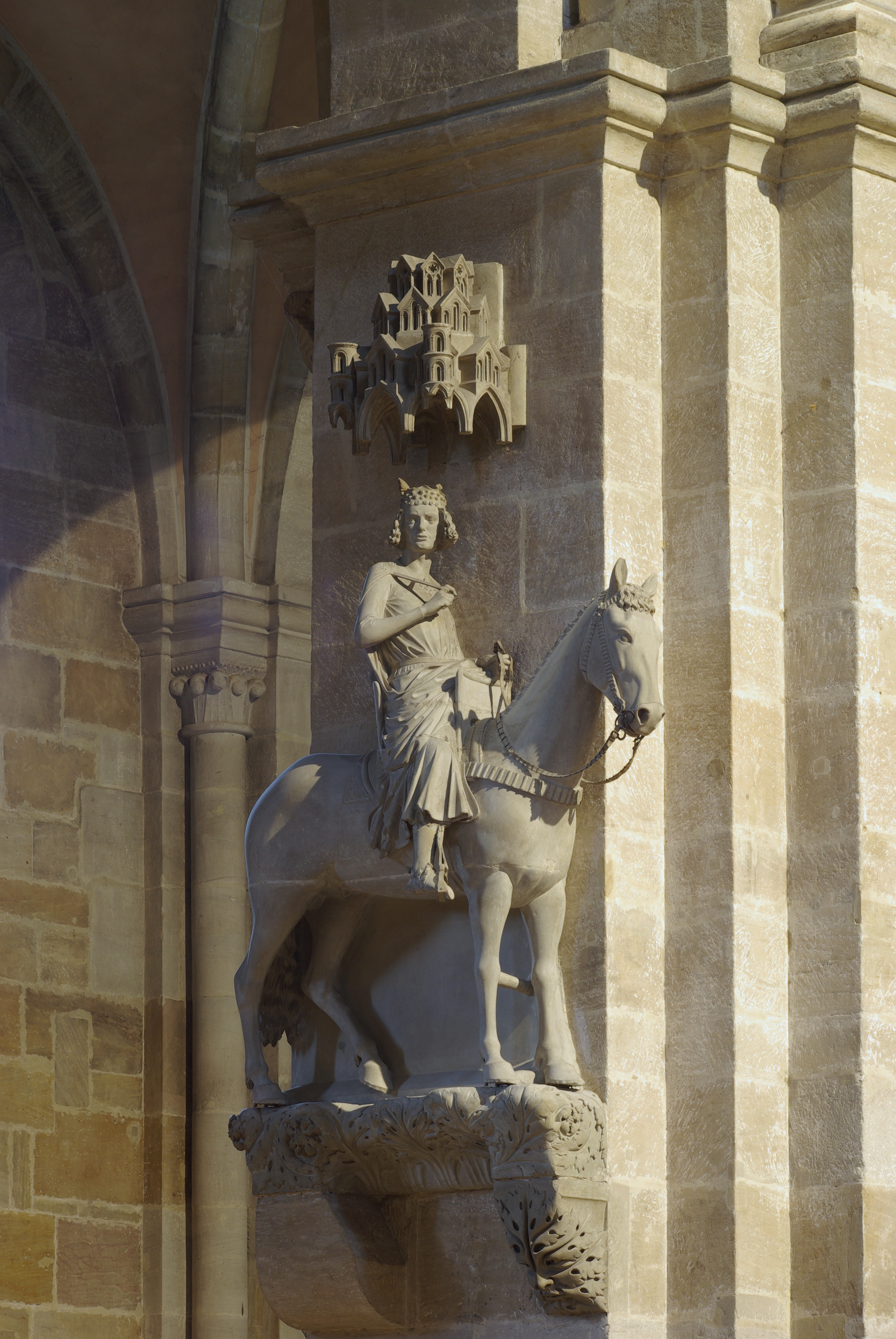
Cavaliere di Bamberga, 1240 circa, cattedrale di Bamberga

## Magdeburgo alla metà del XIII secolo e il Maestro di Naumburg
Nella seconda metà del Duecento, Magdeburgo divenne un centro artistico di primaria importanza grazie al ciclo scultoreo della cattedrale, in particolare al gruppo dei Profeti e alle scene del Giudizio Universale nel portale nord. Le sculture mostrano una progressiva liberazione dal rigore formale del romanico, con figure dallo sguardo intenso, movimenti articolati e panneggi morbidi, segnando un'evoluzione verso il naturalismo gotico.
Il cosiddetto Maestro di Naumburg (Naumburger Meister), attivo tra il 1245 e il 1260, è considerato uno dei massimi esponenti della scultura gotica tedesca. Probabilmente formatosi in Francia settentrionale, lavorò prima a Magdeburgo e poi a Naumburg, dove realizzò per la cattedrale i celebri ritratti dei donatori nel coro occidentale. Le statue, scolpite in arenaria e dipinte, raffigurano i nobili fondatori della chiesa, dei quali le figura più nota sono quelle di Uta di Ballenstedt e suo marito Ekkehard II, con un livello di introspezione psicologica e resa individuale senza precedenti nella scultura europea dell'epoca.
L'abilità del Maestro si esprime nella perfetta integrazione tra architettura, iconografia e spazio liturgico: i donatori, disposti su basi pensili tra le colonne, partecipano visivamente alla liturgia senza perdere la loro autonomia monumentale. L'arte del Maestro di Naumburg rappresenta la prima piena maturità della scultura gotica tedesca, capace di fondere l'eredità francese con una profonda tensione espressiva germanica.

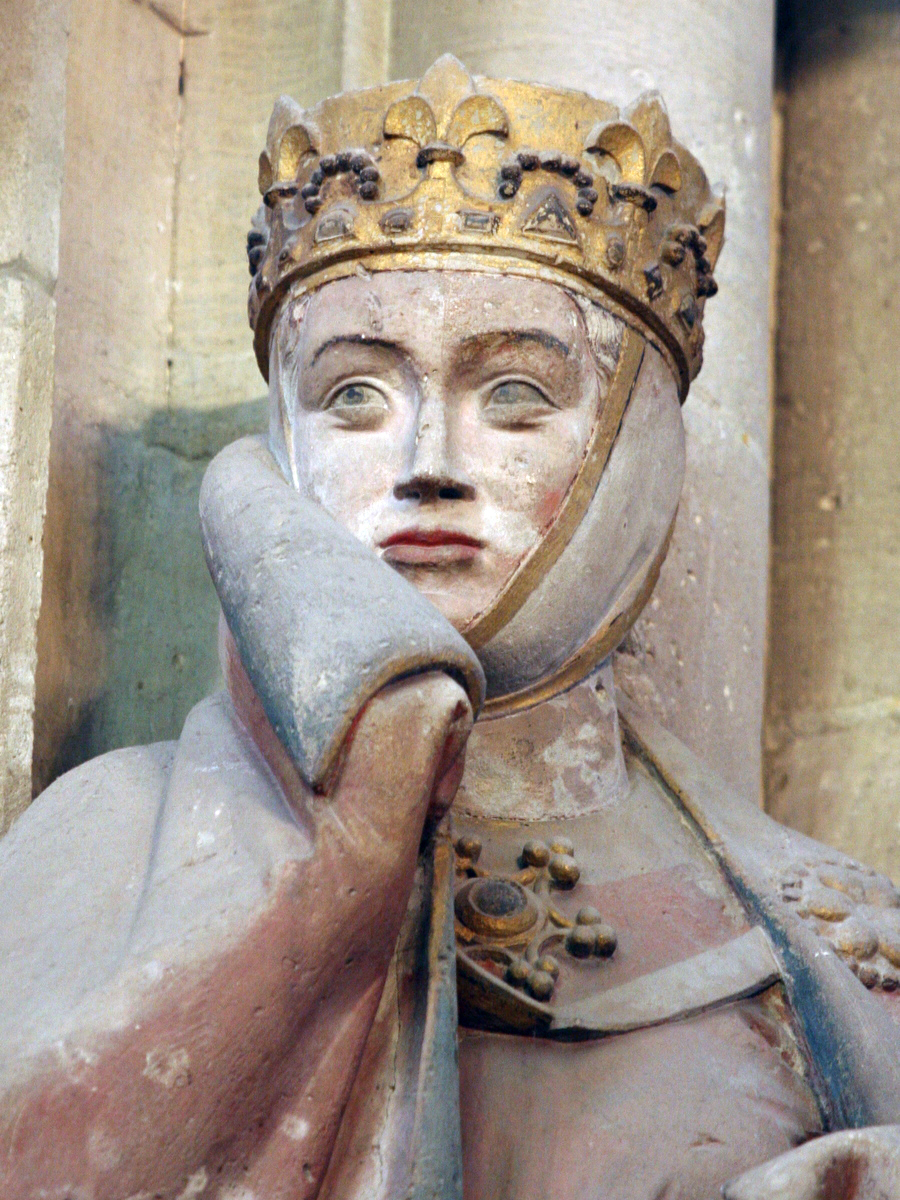
Uta di Ballenstedt, 1250 circa, cattedrale di Naumburg
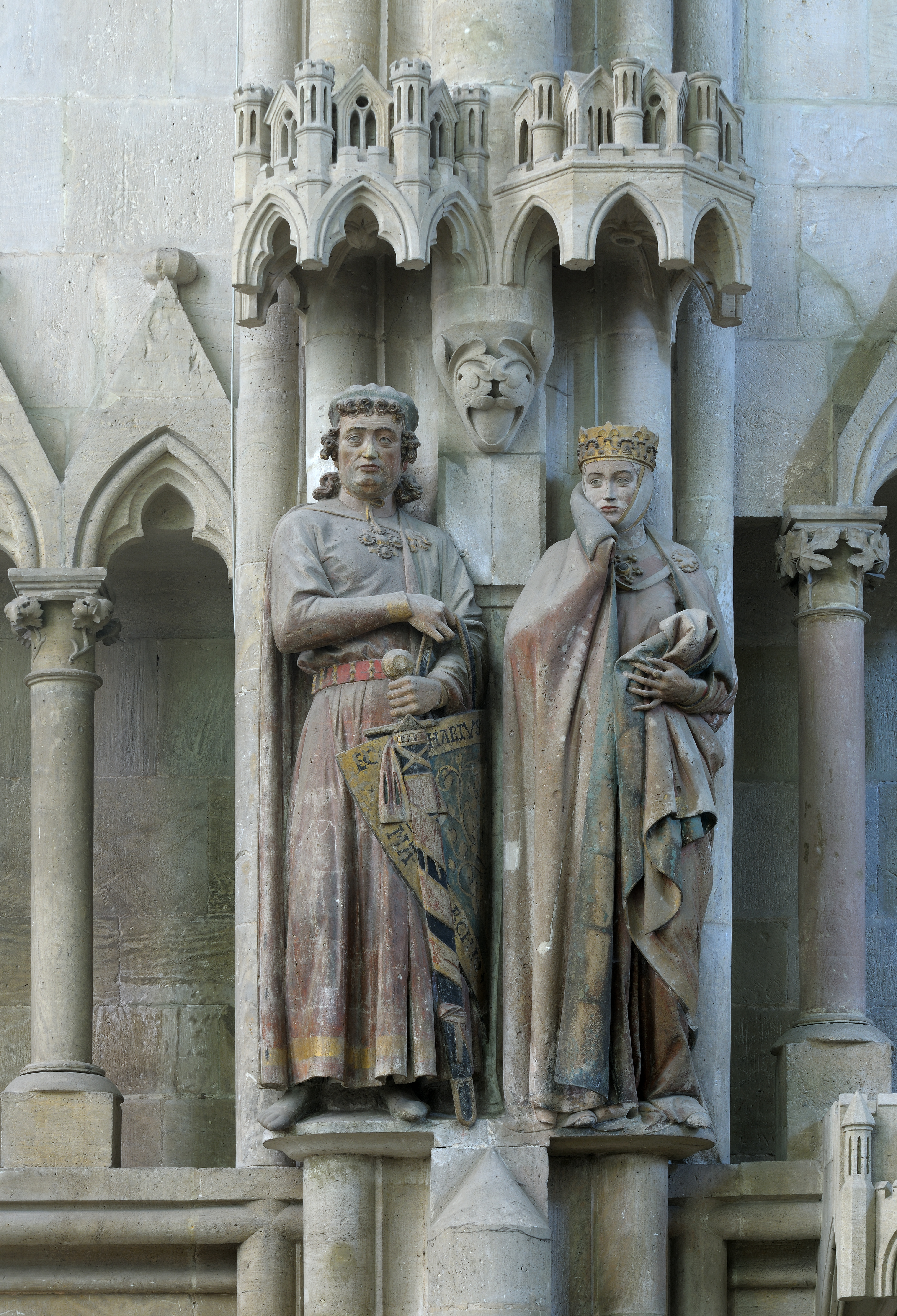
Ekkehard e Uta, 1250 circa, cattedrale di Naumburg
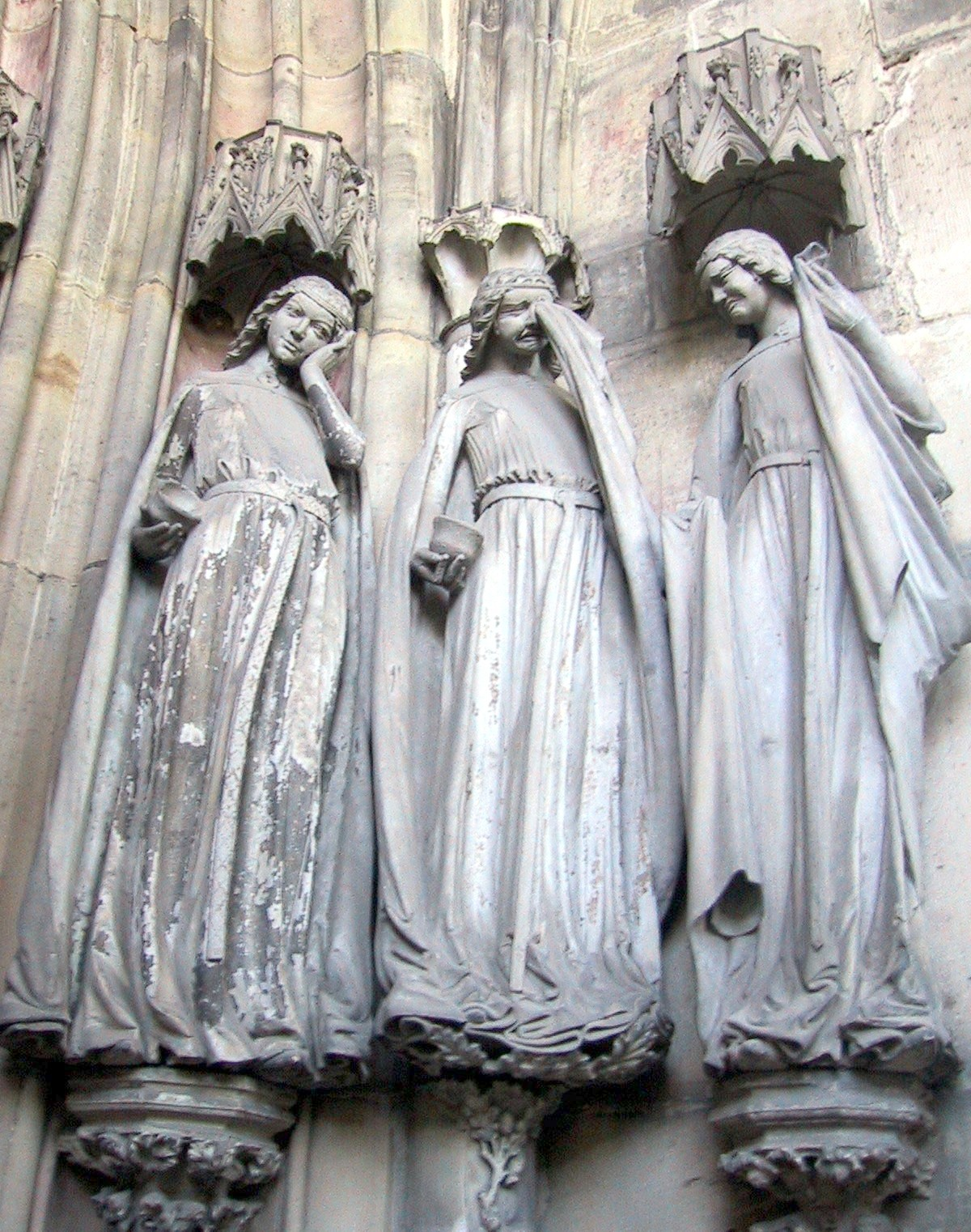
Vergini stolte, 1250 circa, cattedrale di Magdeburgo
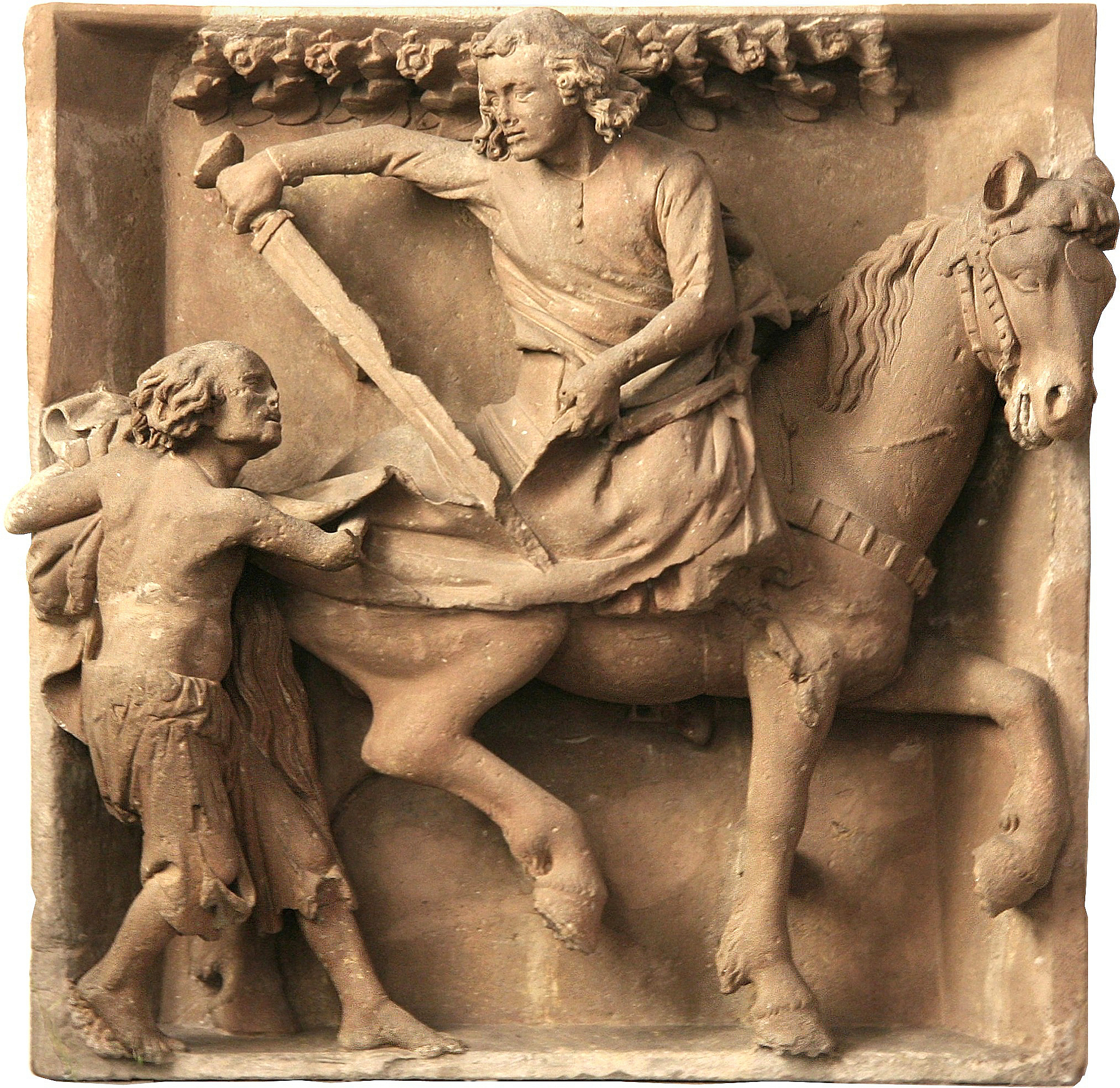
Cavaliere di Bassenheim, 1230–1240 circa, chiesa di San Martino a Bassenheim

## La stagione del naturalismo: Svevia, Assia e Turingia
Nel corso del XIV secolo la scultura gotica tedesca attraversò una fase di intenso sviluppo formale ed espressivo, spesso definita "stagione del naturalismo", che interessò in particolare la Svevia, l'Assia e la Turingia. In queste regioni si delinearono indirizzi stilistici distinti ma accomunati da un progressivo abbandono della rigidezza romanica a favore di una più realistica resa del corpo umano e degli affetti.
Fondamentale fu l'attività della famiglia Parler, il cui capostipite Heinrich Parler avviò intorno al 1350 il cantiere della chiesa di Santa Croce a Schwäbisch Gmünd, contribuendo a diffondere il cosiddetto Weicher Stil ("stile morbido"). I suoi discendenti, tra cui Peter Parler, attivo a Praga nella costruzione della cattedrale di San Vito, propagarono questo stile in numerosi cantieri dell'Europa centrale, tra cui Ulma, Augusta, Colonia e Norimberga. Le sculture parleriane si distinguono per l'accentuata dolcezza dei lineamenti, i panneggi ondulati, i gesti aggraziati e la fusione equilibrata tra decorazione architettonica e figura umana.
Parallelamente, nella cattedrale di Erfurt e nella Elisabethkirche di Marburgo si sviluppava un linguaggio narrativo più aderente alla sensibilità locale. Le statue di santi, profeti e allegorie scolpite per i portali e per gli interni delle chiese mostrano un uso raffinato del chiaroscuro plastico e una crescente autonomia formale. A Marburgo spicca una Pietà (1385 circa) scolpita in pietra calcarea nell'altare di Santa Maria, esemplare della corrente boemo-assiana, che coniuga l'intensità del pathos gotico con l'eleganza dei moduli stilizzati.
In Turingia, il naturalismo si espresse con maggiore forza drammatica, soprattutto nelle immagini devozionali: Madonne dal volto idealizzato e gruppi di Vesperbilder (Pietà) in cui la crudezza dei dettagli – ferite, smorfie di dolore, tensione muscolare – raggiunge risultati di intensa spiritualità. Il gusto per l'individualizzazione dei volti e il disegno realistico delle mani e dei panneggi preannunciano l'opera di scultori come Hans Multscher e Tilman Riemenschneider.
Verso la fine del Trecento e l'inizio del Quattrocento, questi sviluppi regionali produssero una pluralità di scuole attive: Ulma divenne un centro di primaria importanza, dove lavorarono Michel Erhart e successivamente Hans Multscher. In Assia e Turingia le botteghe rielaborarono lo stile morbido con maggiore espressività, generando una scultura dal forte impatto visivo ed emotivo. Le figure, sempre più autonome rispetto all'architettura, trasmettono un senso di presenza e di partecipazione al vissuto dello spettatore, anticipando i temi religiosi della Devotio moderna e preparando il terreno all'arte del primo Rinascimento tedesco.

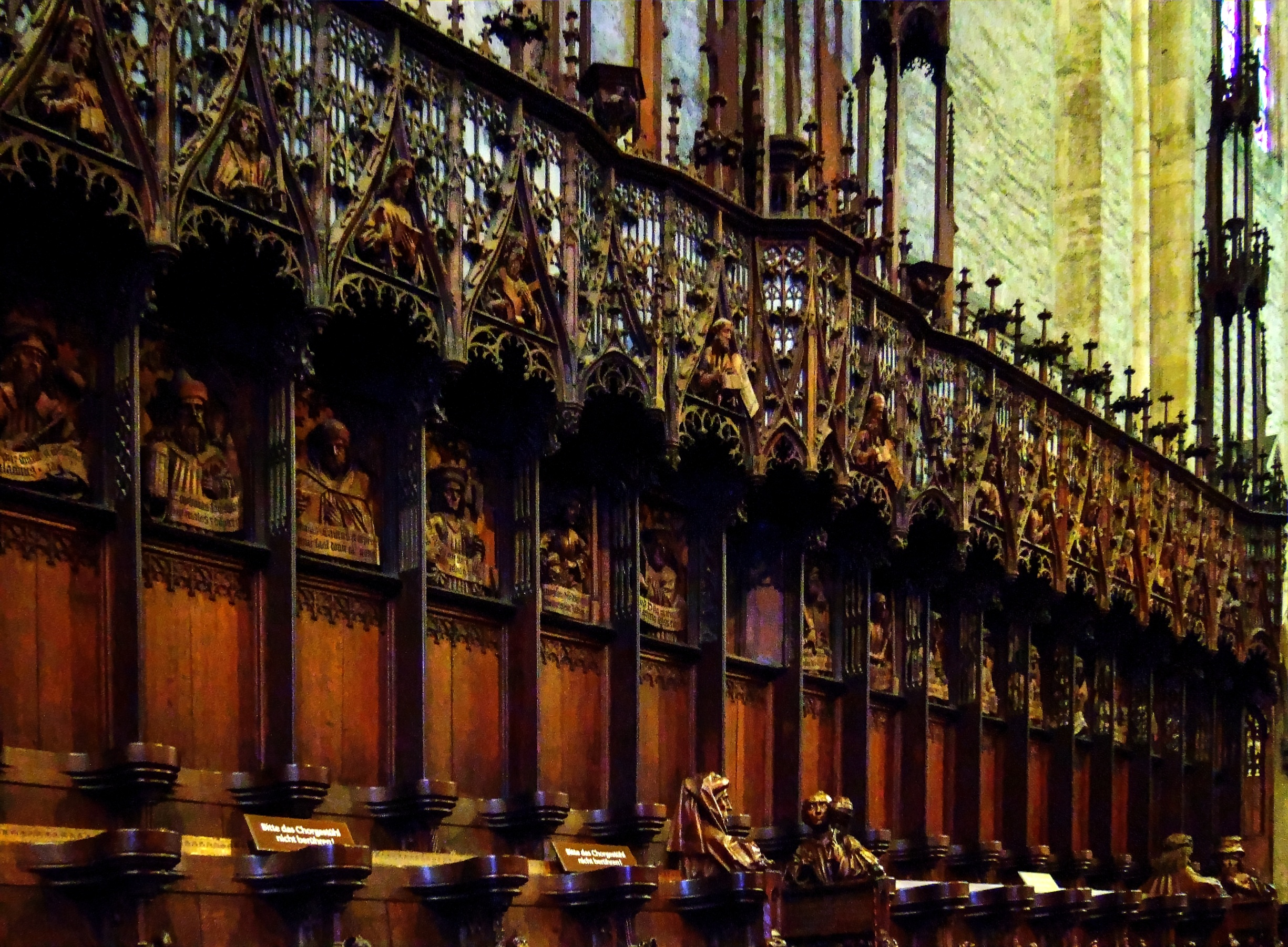
Stalli del coro, 1380 circa, cattedrale di Ulma
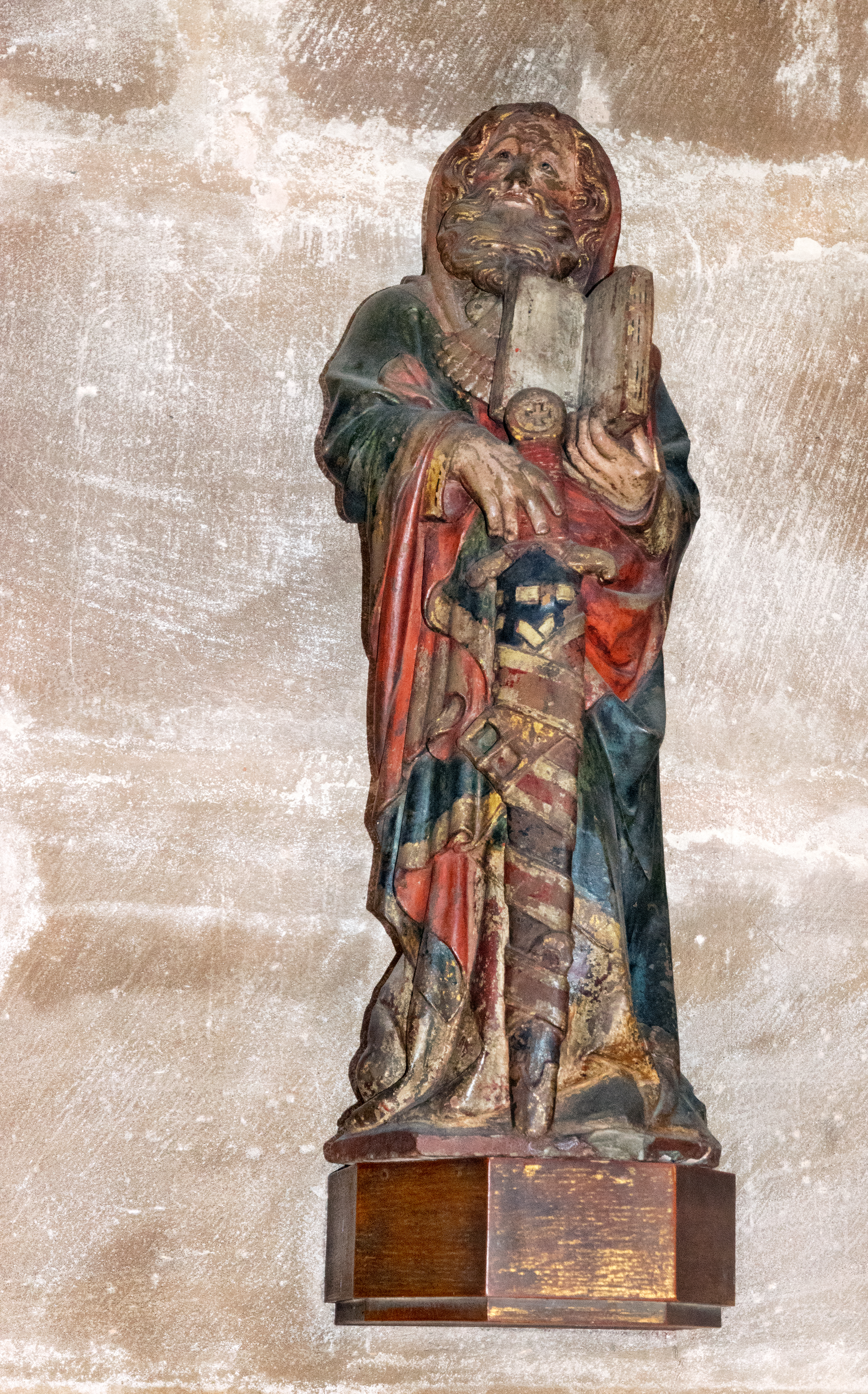
Statua, 1350 circa, Elisabethkirche, Marburgo
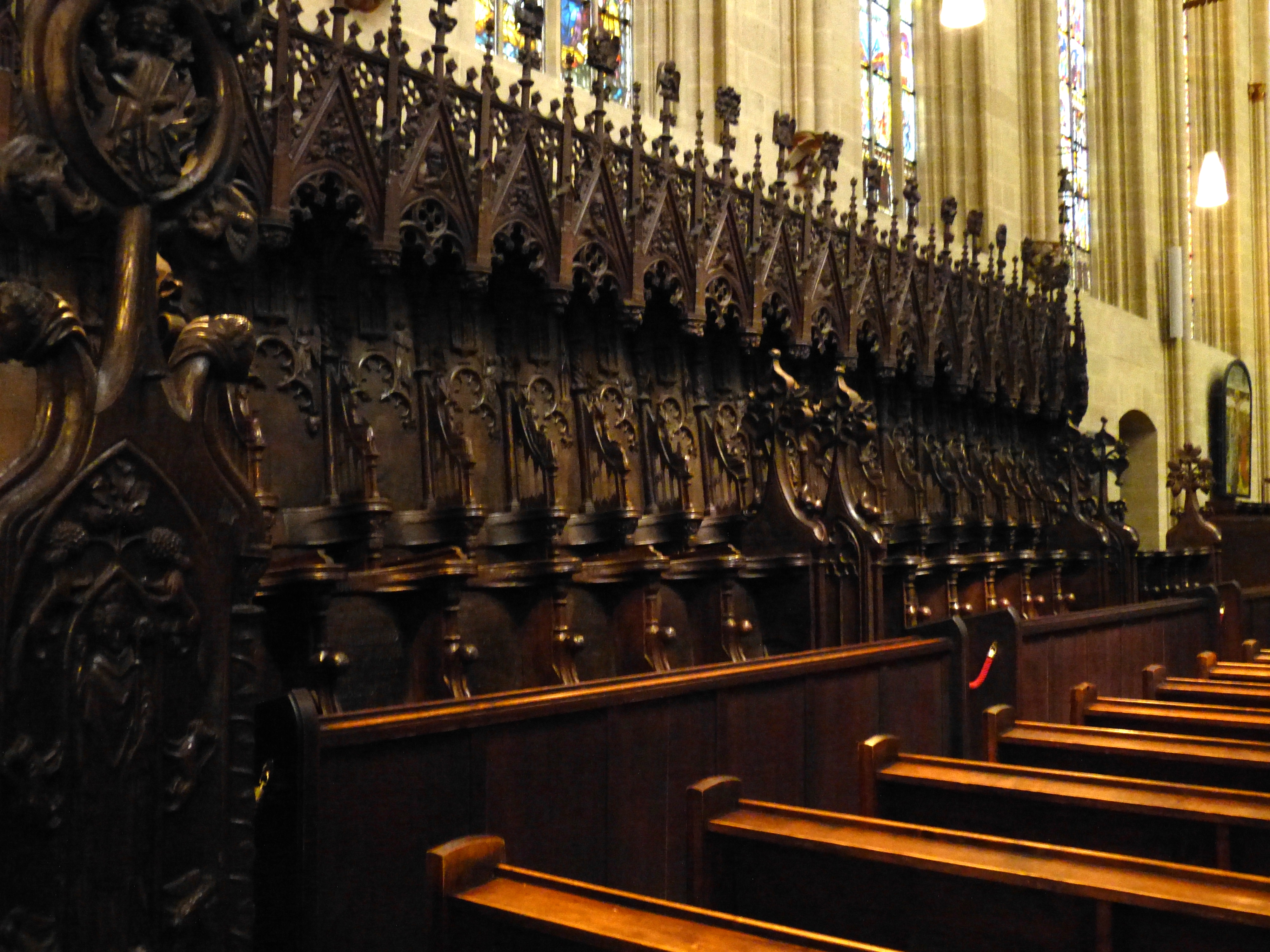
Stalli del coro, 1350 circa, cattedrale di Erfurt

## Il tardo gotico: Schongauer, Riemenschneider, Syrlin
Tra la fine del XIV secolo e la prima metà del XVI, la scultura gotica tedesca conobbe una stagione di straordinaria vitalità, dominata da una spiccata tensione naturalistica e da un approfondimento psicologico della figura umana. Questo periodo, noto come "tardo gotico", si distingue per la fioritura della scultura lignea, la monumentalità degli altari intagliati e la diffusione di temi devozionali legati alla spiritualità della Devotio moderna.
Figura centrale di questa fase è Tilman Riemenschneider (circa 1460–1531), attivo prevalentemente a Würzburg. La sua opera si distingue per l'abbandono quasi sistematico della policromia: le sculture in legno di tiglio o di quercia, lasciate al naturale, esaltano la qualità del modellato e la ricchezza del dettaglio, come nei celebri altare del Sacro Sangue a Rothenburg ob der Tauber (1499–1505) e l'altare dell'Assunzione della Vergine a Creglingen (1505–1510). Le sue figure, scolpite con morbidezza e precisione anatomica, sono cariche di pathos contenuto: i volti riflessivi e le mani nervose rendono visibile il coinvolgimento emotivo, accentuato da composizioni compatte e unificate.
Martin Schongauer (ca. 1445–1491), benché noto soprattutto come incisore, esercitò un'influenza profonda sulla scultura per mezzo dei suoi disegni e delle sue incisioni a bulino, ricche di elementi iconografici e compositivi. Le sue opere grafiche furono modelli per numerose sculture lignee realizzate in Svevia e in Alsazia, soprattutto nelle botteghe di Ulma, Colmar e Friburgo.
Nella Svevia, la città di Ulma divenne un centro fondamentale per la scultura tardogotica. Qui operò Jörg Syrlin il Vecchio (circa 1425–1491), autore dei noti stalli lignei del coro del duomo di Ulma (1469–1474), esempio magistrale di sintesi tra tradizione iconografica medievale e innovazione formale. I busti scolpiti nei dossali raffigurano Filosofi, Dottori della Chiesa e Profeti con una resa fisionomica estremamente vivace, talora caricaturale, e un naturalismo che anticipa le tendenze rinascimentali.
A differenza di Riemenschneider, i Syrlin non rinunciarono al colore: le loro opere erano riccamente policrome, spesso eseguite in collaborazione con pittori specializzati nella decorazione degli altari lignei. Il naturalismo dei volti, i panneggi taglienti, l'attenzione alle mani e agli sguardi accentuano il dinamismo drammatico delle composizioni, riflettendo lo spirito religioso del tempo.
In tutta la Germania meridionale, la scultura del tardo gotico si aprì a nuove esigenze narrative, proponendo figure non più idealizzate ma umanizzate, coinvolte nella realtà drammatica del racconto sacro. Le Vesperbilder, i gruppi della Crocifissione o della Deposizione nel sepolcro mostrano un'espressività accorata, talvolta esasperata, che accentua la partecipazione empatica del fedele. L'eco di queste soluzioni si sarebbe riverberata anche nella scultura rinascimentale e barocca, dimostrando la lunga persistenza del linguaggio plastico gotico nel mondo tedesco.

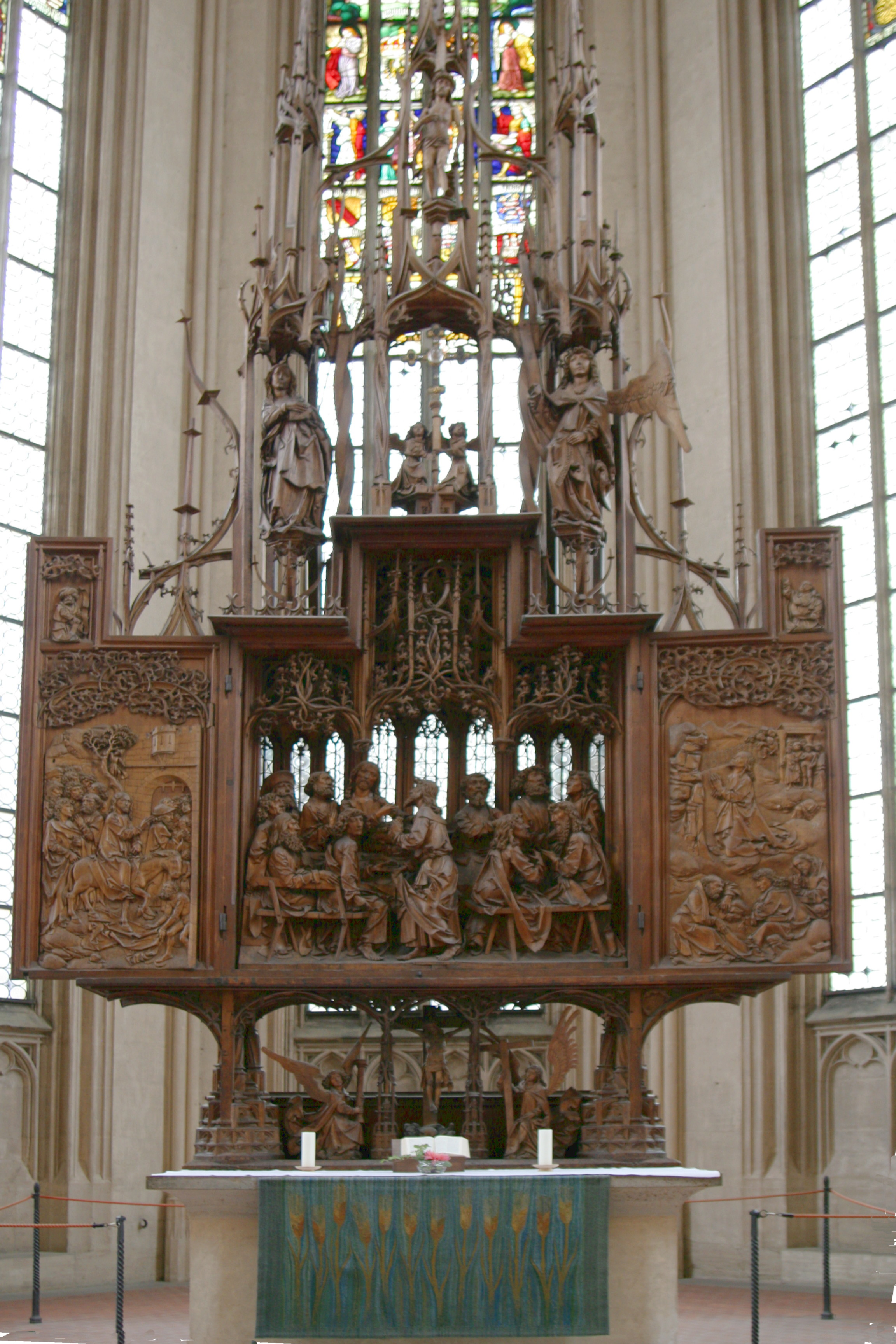
Altare del Sacro Sangue, 1500–1505, chiesa di San Giacomo, Rothenburg ob der Tauber
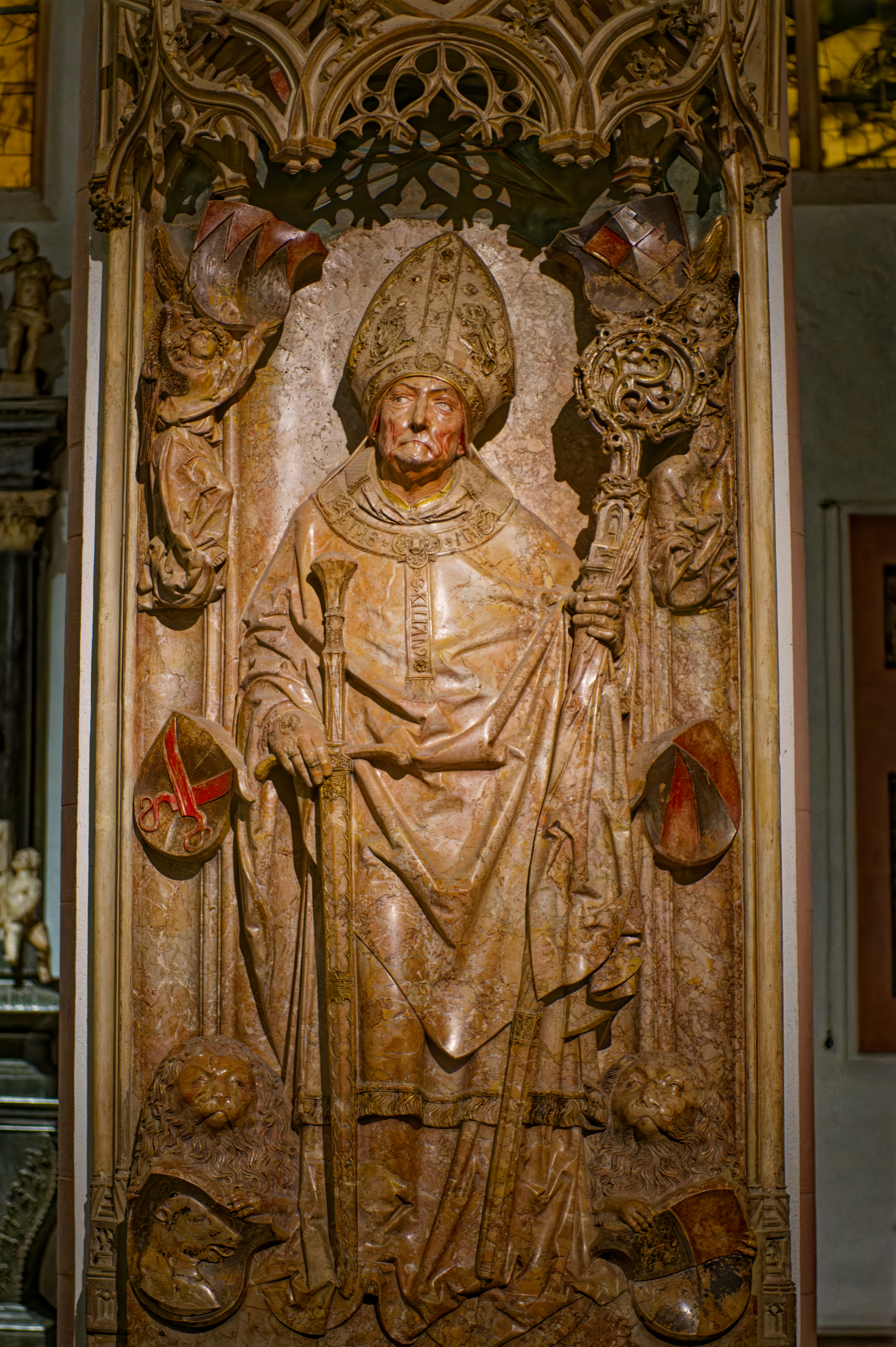
Epitafio di Rudolf II von Scherenberg, 1496, cattedrale di Würzburg
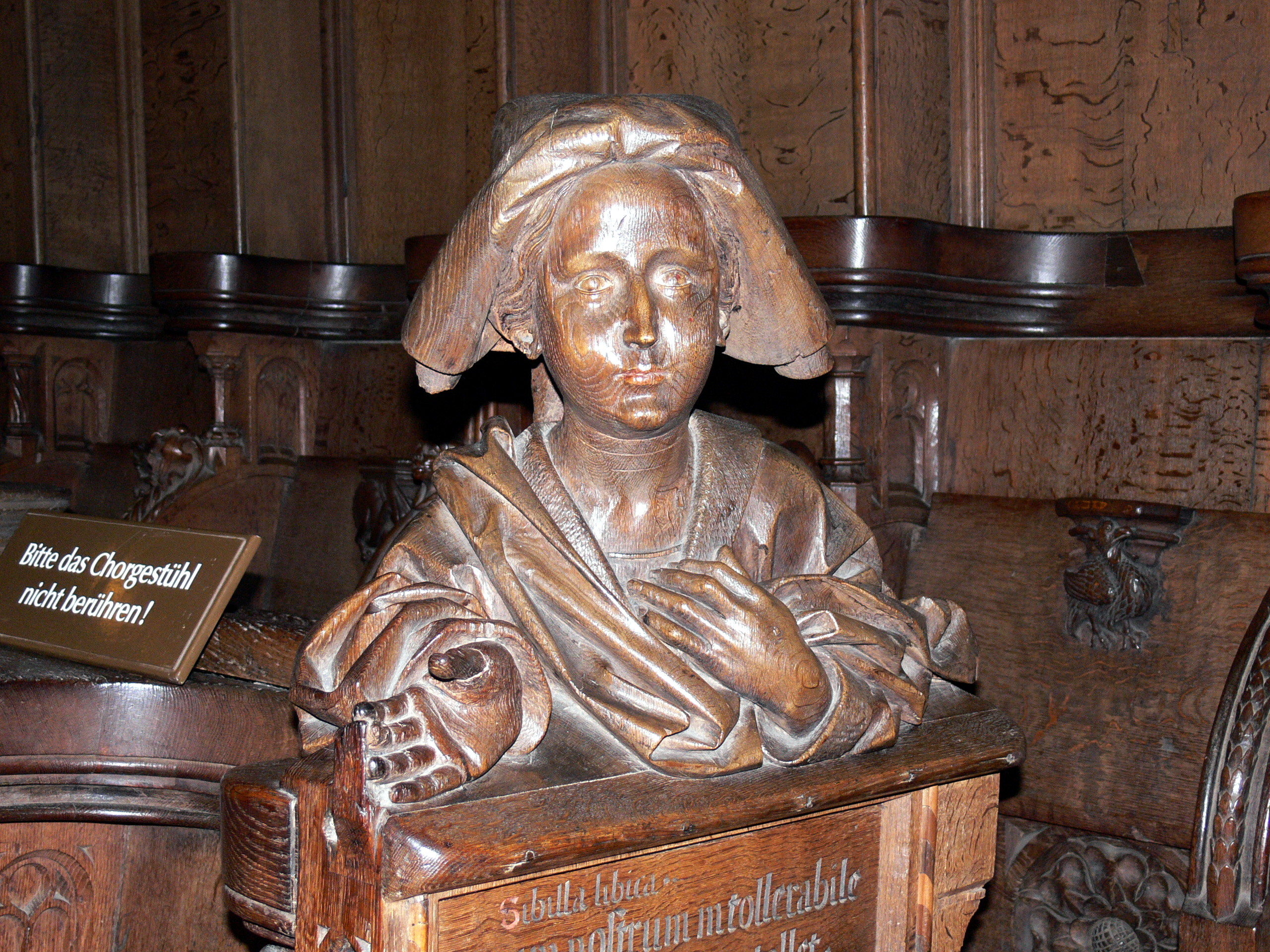
Busto di Sibilla, 1470 circa, cattedrale di Ulma

## Declino e permanenze post-gotiche
A partire dal secondo decennio del XVI secolo, la scultura gotica tedesca cominciò a perdere progressivamente rilevanza, sotto la pressione di due forze convergenti: da un lato la diffusione dei modelli rinascimentali provenienti dall'Italia, dall'altro l'irrompere delle trasformazioni religiose e sociali connesse alla Riforma protestante. Nei territori protestanti del Sacro Romano Impero, il movimento luterano determinò un netto ridimensionamento del culto delle immagini e in molti casi la distruzione delle opere figurative, in particolare quelle legate alla devozione mariana o al culto dei santi. Le botteghe scultoree furono costrette a riconvertirsi alla produzione di elementi decorativi architettonici, di stalli, portali, pulpiti o monumenti sepolcrali, riducendo il ruolo della figura sacra scolpita a elementi marginali o simbolici.
Nei territori rimasti fedeli al cattolicesimo – come la Baviera, il Tirolo e le regioni alpine – la scultura tardo-gotica mantenne invece una forte vitalità anche oltre la metà del Cinquecento. In queste aree si assistette a una prosecuzione del gusto gotico in chiave più patetica, spettacolare e orientata alla comunicazione emotiva, in linea con le istanze spirituali della Controriforma. La produzione artistica tirolese, in particolare, continuò a privilegiare l'intaglio ligneo per la realizzazione di grandi altari a portelle decorati da gruppi scultorei policromi, come quelli di Hans Klocker o Leonhard von Brixen, attivi fra la fine del Quattrocento e il secondo quarto del Cinquecento.
Un esempio emblematico di questa continuità si trova nell'opera di Veit Stoss, che tra Norimberga e Cracovia seppe fondere l'eredità espressiva del gotico con elementi rinascimentali nei panneggi e nelle architetture. I suoi altari lignei, come quello monumentale della basilica di Santa Maria a Cracovia (1477–1489), mostrano una composizione dinamica, popolata da figure slanciate, dai volti patetici e intensamente spirituali, ma anche articolate entro scenografie architettoniche classiciste.
In Baviera si segnalano anche le opere di Hans Leinberger, attivo a Landshut nei primi decenni del Cinquecento, la cui produzione scolpita prosegue il gusto tardo gotico aggiornandolo però nella direzione di un maggiore equilibrio formale e di un più pacato espressionismo. Le sue figure femminili, come la Madonna dell'altare di Moosburg (1514 circa), sono intagliate con estrema cura, e presentano panneggi a spirale, movimenti contenuti e un'espressività raccolta, in sintonia con la nuova sensibilità religiosa post-luterana.
Con l'avvento del Barocco e la stabilizzazione dei linguaggi rinascimentali nell'arte religiosa, la scultura gotica sopravvisse solo in contesti locali: nei santuari alpini, nelle statue processionali, nelle immagini devozionali domestiche e nella produzione popolare. Questa persistenza testimonia non tanto un ritardo culturale, quanto la forza comunicativa del linguaggio gotico e la sua capacità di adattarsi a esigenze spirituali diverse. In questo modo, il gotico tedesco mantenne la sua influenza fino alla prima metà del XVII secolo, ben oltre il suo tramonto ufficiale nei manuali di storia dell'arte.

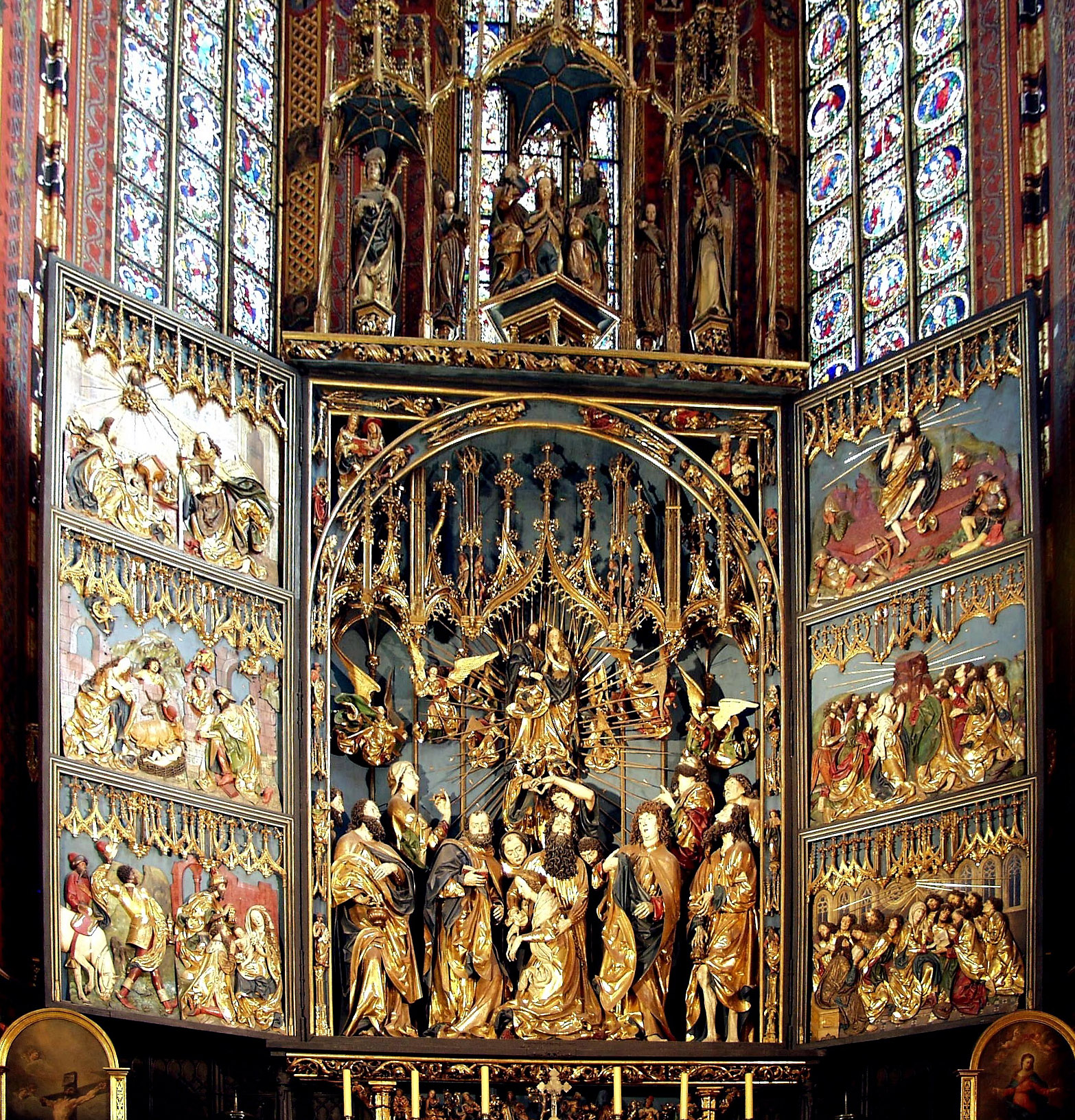
Altare di Veit Stoss, 1477–1489, Basilica di Santa Maria, Cracovia
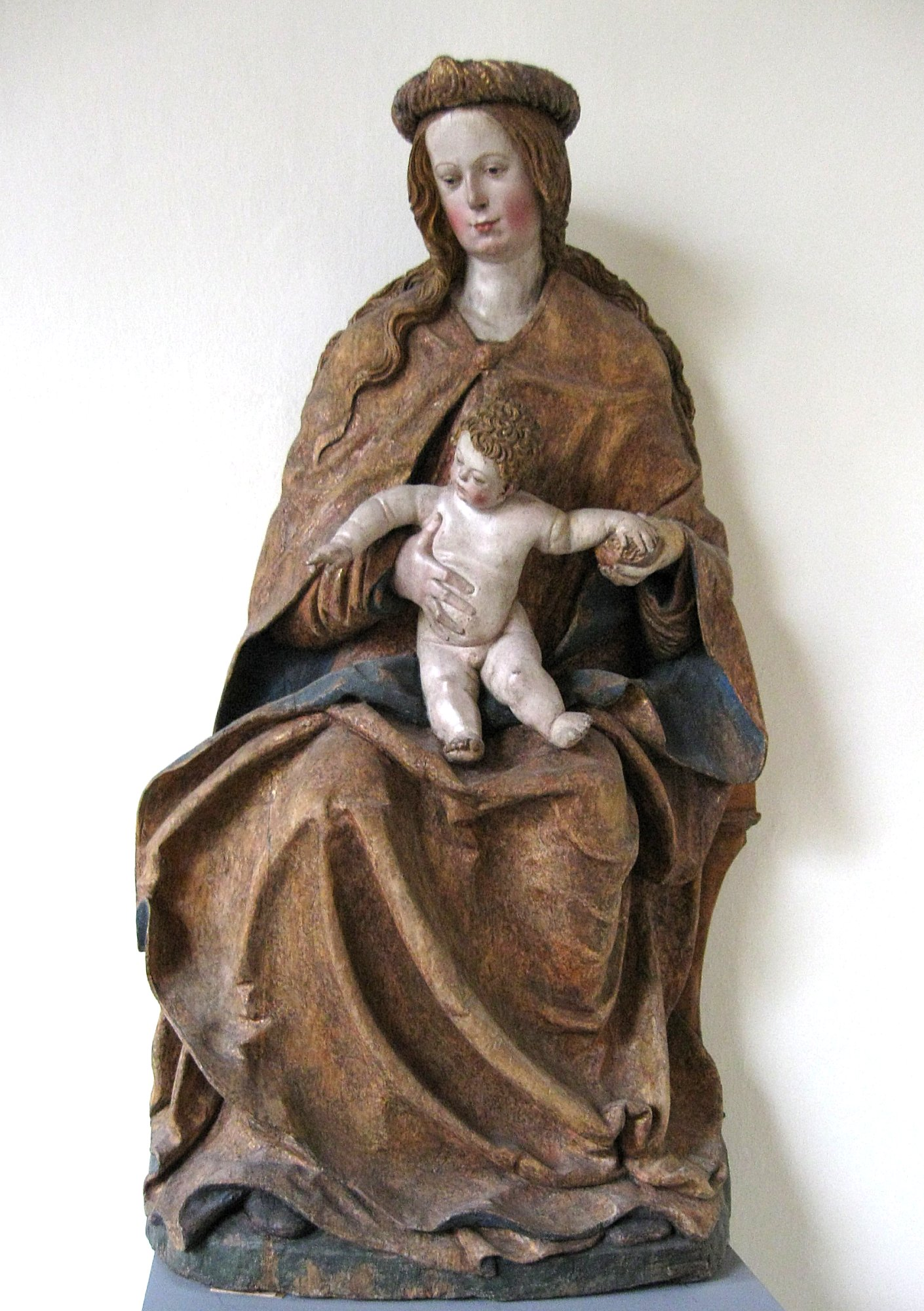
Madonna con Bambino di Hans Leinberger, 1515 circa, Bayerisches Nationalmuseum, Monaco di Baviera
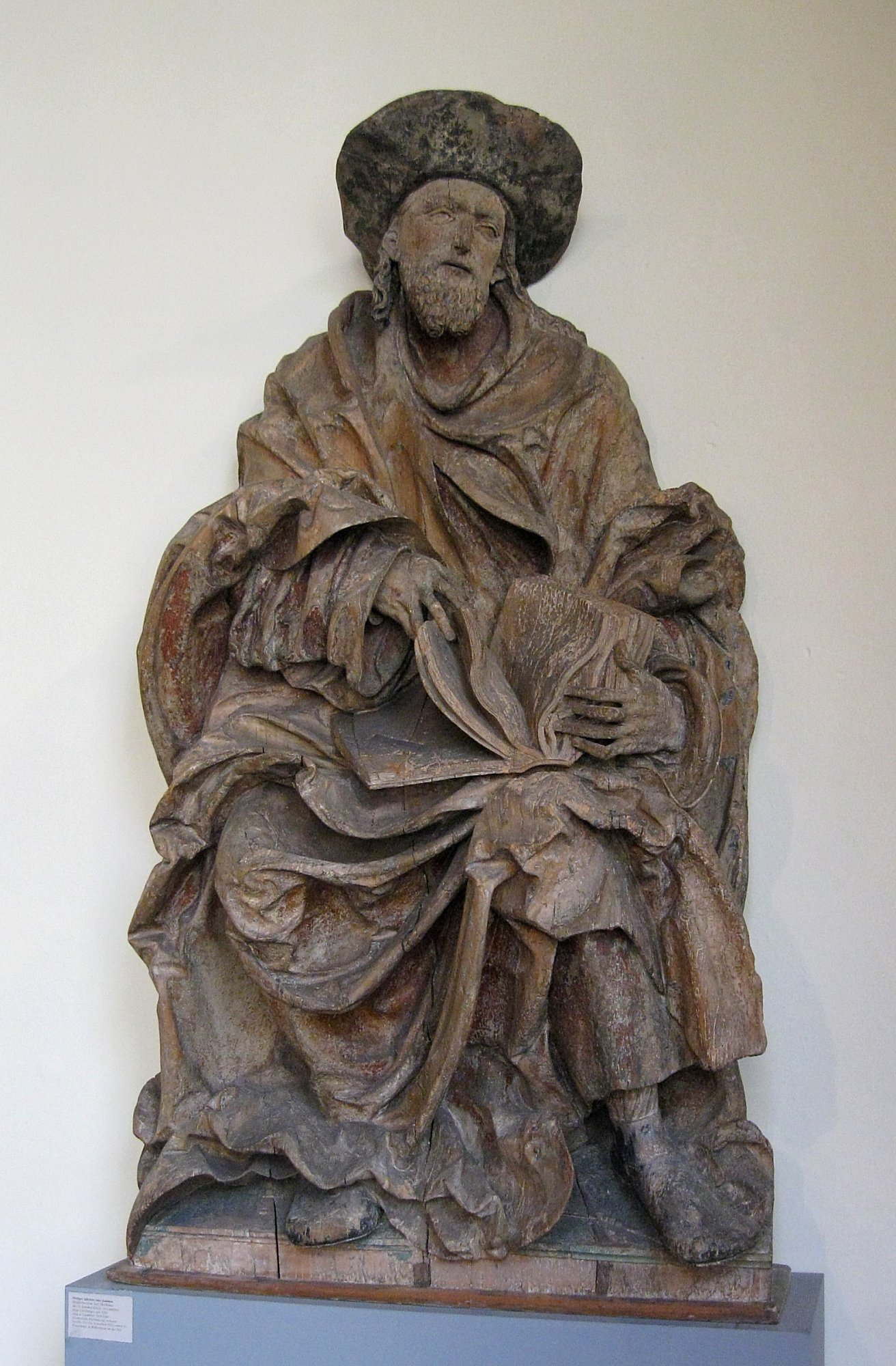
San Giacomo o San Jodoco di Hans Leinberger, 1525 circa, Bayerisches Nationalmuseum, Monaco di Baviera

## Opere
Di seguito alcuni elenchi di opere rappresentative della scultura gotica tedesca. Gli elenchi sono individuati per tipologia e le opere sono elencate in ordine cronologico, per quanto possibile.

### Pale d'altare
- Altare di Santa Maria (1380 circa), chiesa di Santa Maria, Erfurt
- Altare maggiore (1420 circa), chiesa di San Tommaso, Lipsia
- Altare dei Santi Patroni (1440 circa), chiesa di San Giacomo, Stralsunda
- Altare di San Giovanni Battista (1475 circa), chiesa di San Nicola, Luneburgo
- Altare dell'Assunzione della Vergine (1505–1510), chiesa di Nostra Signora, Creglingen
- Altare della Passione (1499–1505), chiesa di San Giacomo, Rothenburg ob der Tauber
- Altare di Santa Maria (1477–1489), basilica di Santa Maria, Cracovia, opera di Veit Stoss
- Altare del Sacro Sangue, 1500–1505, chiesa di San Giacomo, Rothenburg ob der Tauber
- Altare della Vergine (1509–1511), Duomo di Augusta, Augusta
- Altare di Leinberger (1514 circa), chiesa di San Castulo, Moosburg an der Isar
- Altare di San Giorgio (1521), Duomo di St. Jakob, Innsbruck

### Arte devozionale
- Vesperbild (1300 circa), Germanisches Nationalmuseum, Norimberga
- Madonna col Bambino (1350 circa), Museo di Cluny, Parigi
- Madonna della torre dei Frisoni (1370–1380), Museum Schnütgen, Colonia
- Pietà di Marburgo (1385 circa), Elisabethkirche, Marburgo
- Madonna col Bambino (1410 circa), Wallraf-Richartz Museum, Colonia
- Vergine con Bambino in trono (1450 circa), chiesa di San Lorenzo, Norimberga
- Vesperbild (1490 circa), chiesa di San Sebaldo, Norimberga
- Madonna col Bambino (1505 circa), Bayerisches Nationalmuseum, Monaco di Baviera
- Crocifisso ligneo (1510 circa), chiesa di San Pietro, Ratisbona
- Pietà di Hans Leinberger (1515 circa), Landshut

### Arte funeraria
- Cavaliere di Bamberga (1240 circa), Duomo di Bamberga, Bamberga
- Ritratto dei donatori (1250 circa), Cattedrale di Naumburg, Naumburg
- Sarcofago di Enrico II (c. 1513), Duomo di Würzburg, Würzburg
- Epitafio di Ulrich Fugger (1525), chiesa di Sant'Anna, Augusta
- Tomba di Federico il Saggio (1527), Castello di Wittenberg, Wittenberg
- Monumento di Giovanni di Nassau (1350 circa), Castello di Dillenburg, Dillenburg

### Portali e scultura architettonica
- Portale meridionale della cattedrale (1230 circa), Cattedrale di Strasburgo, Strasburgo
- Ciclo del Giudizio Universale (1255–1260), Duomo di Magdeburgo, Magdeburgo
- Figure allegoriche (1260 circa), Cattedrale di Naumburg, Naumburg
- Profeti e re (1290 circa), cattedrale di Friburgo, Friburgo in Brisgovia
- Portale della chiesa (1300 circa), chiesa di St. Kastor, Coblenza
- Angelo reggicero (1350 circa), Cattedrale di Ratisbona, Ratisbona
- Decorazione plastica della chiesa (1400 circa), chiesa di Santa Croce, Schwäbisch Gmünd
- Profeti e sibille (1470 circa), chiesa di San Sebaldo, Norimberga
- Portale degli Apostoli (1480 circa), Duomo di Ulma, Ulma

### Altre opere
- Busto di profeta (1474), Duomo di Ulma, Ulma, opera di Jörg Syrlin il Vecchio
- Figura di san Girolamo (1480 circa), Germanisches Nationalmuseum, Norimberga
- Statua di Eva (1505 circa), Museum Schnütgen, Colonia
- Coppia di apostoli (1510 circa), Museo delle Arti Applicate (Colonia), Colonia
- Figura allegorica della Carità (1520 circa), Bayerisches Nationalmuseum, Monaco di Baviera
- Testa di Cristo (fine XV sec.), Städel Museum, Francoforte sul Meno
- Madonna con Bambino (1500 circa), Museo di Belle Arti di Lipsia, Lipsia
- Figura di Maria Maddalena (1515 circa), Museo nazionale germanico, Norimberga